# Anne Holm
Anne Holm est une écrivaine, journaliste et autrice de littérature jeunesse danoise.

## Biographie

### Carrière
Elle écrit sous le pseudonyme Adrien de Chandelle.
En 1963, elle publie le roman David, c'est moi.

### Vie de famille
Elle se marie à Johan Holm en 1949.

### Mort
Elle meurt le 27 décembre 1998.